# Federazione pallavolistica dell'Ungheria
La Federazione ungherese di pallavolo (hun. Magyar Röplabda Szövetség, MRSZ) è un'organizzazione fondata per governare la pratica della pallavolo in Ungheria.
Organizza il campionato maschile e femminile, e pone sotto la propria egida la nazionale maschile e femminile.
Ha aderito alla FIVB nel 1947.